# Cycas saxatilis
Cycas saxatilis é uma espécie de cicadófita do género Cycas da família Cycadaceae, nativa de Palawan, nas Filipinas. Esta espécie ainda não foi descrita.